# Dimorphomyces denticulatus
Dimorphomyces denticulatus är en svampart som beskrevs av Thaxt. 1893. Dimorphomyces denticulatus ingår i släktet Dimorphomyces och familjen Laboulbeniaceae.   Inga underarter finns listade i Catalogue of Life.